# Richard Bienert (Politiker, 1900)
Richard Bienert (* 16. Juni 1900 in Fallersleben; † nicht ermittelt (nach 1945)) war ein deutscher Kommunalpolitiker (NSDAP). Er war während des Zweiten Weltkrieges Landrat des Landkreises Hersfeld.

## Leben
Nach dem Schulbesuch des Realgymnasiums in Peine trat er mit 18 Jahren im September 1918 in das Feld-Artillerie-Regiment Nr. 26 in Verden (Aller) ein, in dem er lediglich bis Dezember 1918 diente. Nach seiner Entlassung nahm er eine zweijährige kaufmännische Ausbildung in den Kaliwerken Oedesse auf. Im Anschluss studierte er an der Handelshochschule in Berlin Wirtschafts- und Verwaltungswissenschaften. 1923 erlangte er dort den Abschluss als Diplom-Kaufmann. Danach trat er bei der Kaliwerke Aschersleben in Philippsthal (Werra) in das Berufsleben ein, wo er bis zum Abteilungsleiter aufstieg.
Zum 1. Juli 1930 trat Bienert der NSDAP bei (Mitgliedsnummer 260.667) und gründete im darauffolgenden Jahr in seinem Heimatort eine eigene NSDAP-Ortsgruppe. 1932 übernahm er die Leitung des NSDAP-Unterkreises Hersfeld-Ost und stieg noch im gleichen Jahr zum Kreisleiter der NSDAP in Hersfeld auf. Als solcher wurde er nach der „Machtergreifung“ der Nationalsozialisten zunächst kommissarisch und im Oktober 1933 endgültig als Landrat des Kreises Hersfeld eingesetzt.
Nach Beginn des Zweiten Weltkrieges erhielt er im August 1940 seine Einberufung zur Wehrmacht. Im Mai 1941 kehrte er nach Hersfeld zurück. Nach dem Überfall Deutschlands auf die Sowjetunion wurde er im September 1941 erneut einberufen und kehrte er im August 1943 wieder in seine Dienststelle als Landrat zurück, wo er bis zum Ende des Zweiten Weltkrieges 1945 amtierte. Sein weiteres Schicksal ist unbekannt.     
Bienert war Vorstand des Sparkassen- und Giro-Verbandes für Hessen-Nassau in Kassel und Aufsichtsrat der Elektrizitäts-AG, Mitteldeutschland, in Kassel. Ferner saß er im Verwaltungsrat der Landeskreditkasse zu Kassel.